# Kiev
Kiev of Kyiv (Oekraïens: Київ Kyjiv, [ˈkɪjiu̯] (uitspraakⓘ); Russisch: Киев Kiëv, [ˈkʲijɪf] (uitspraakⓘ)) is de hoofdstad en grootste stad van Oekraïne, en telde tijdens de volkstelling van 1 oktober 2019, 2.960.340 inwoners. De stad is gelegen aan weerszijden van de rivier de Dnjepr (Oekraïens: Dnipro). Bestuurlijk gezien staat de stad net als Sebastopol op hetzelfde niveau als dat van de oblasten van Oekraïne. Hoewel het er geen onderdeel van vormt, is Kiev ook het bestuurlijk centrum van de oblast Kiev.

## Geschiedenis
Kiev ontstond aan de rivier de Dnjepr, aan de handelsroute van de Varjagen naar de Grieken. Wanneer de stad gesticht is, is onduidelijk. Volgens de Nestorkroniek is het in of voor de negende eeuw ontstaan door de komst van de Varjagen of Roes. Het omliggende gebied benoemen zij tot Kiev-Roes. De stad zelf wordt Kiev genoemd. In die tijd leefden in de omgeving van Kiev de Slavische Poljanen.
Kiev beleefde zijn bloeitijd tussen 882 en 1169, toen het de hoofdstad van het Oost-Slavische Kievse Rijk was. Uit die periode, waarin de Slaven overgingen op het (oosterse) christendom, dateren de belangrijkste monumenten in de stad, de Sint-Sofiakathedraal en het Holenklooster.
In 1240 werd Kiev, dat met zijn ruim 30.000 inwoners toen een van de grootste steden van Europa was, door de Mongolen verwoest. De volgende zes eeuwen was Kiev niet meer dan een provinciestad in het Pools-Litouwse Gemenebest en het Russische Rijk. In de 19e eeuw begon de stad weer te groeien; omstreeks 1900 had zij 250.000 inwoners.
In de verwarde situatie na de Eerste Wereldoorlog werd Kiev herhaaldelijk veroverd door de verschillende strijdende partijen: Oekraïense nationalisten, Polen, de anticommunistische Russische generaal Anton Denikin en de bolsjewieken. De uiteindelijke overwinning van deze laatsten had tot gevolg dat Kiev en Oekraïne voor ongeveer 70 jaar een deel van de Sovjet-Unie zouden worden, tot deze in 1991 opgeheven werd.
In 1941 werd Kiev veroverd door nazi-Duitsland. 33.000 Joodse inwoners van de stad werden kort daarop vermoord in het ravijn Babi Jar, dat destijds nog buiten de stadsgrenzen van Kiev lag.
In november/december 2004 was Kiev het toneel van protestdemonstraties van aanhangers van Viktor Joesjtsjenko tegen de vervalsing van de verkiezingsuitslag door aanhangers van Viktor Janoekovytsj, die uiteindelijk leidden tot de verkiezing van eerstgenoemde tot president (deze periode staat bekend als de Oranjerevolutie).
In 2013-2014 was het onafhankelijkheidsplein in Kiev het toneel van de Euromaiden-protesten en de daaropvolgende Revolutie van de Waardigheid tegen de pro-Russische regering van president Viktor Janoekovytsj.

## Bevolking
Op 1 januari 2021 telde Kiev 2.962.180 inwoners. De schatting voor de stad voor 1 februari 2022 was 2.950.702. In tegenstelling tot de rest van Oekraïne, waar de bevolking jaarlijks met 0,5% afneemt, heeft Kiev een positieve bevolkingsgroei: de bevolking is jaarlijks met 0,66% toegenomen in de periode 2001-2021. Met 384.616 inwoners was het district Solomjanskyj het dichtstbevolkt, terwijl Petsjerskyj met 163.672 inwoners het dunbevolktst was. De bevolkingsdichtheid van Kiev was gemiddeld ongeveer 3.550 inwoners per km², variërend van 1.625 inw./km² in Holosijvskyj tot 9.606 inw./km² in Solomjanskyj.
Volgens de volkstellingsgegevens van 2001 woonden er meer dan 130 nationaliteiten en etnische groepen in de stad. Etnische Oekraïners vormen de grootste etnische groep in Kiev: met 2.110.800 personen vormen ze ongeveer 82,2% van de totale bevolking. De etnische Russen vormen met 337.300 personen ongeveer 13,1% van de bevolking. Kleinere etnische groepen vormen de 17.900 etnische Joden (0,7%), 16.500 Wit-Russen (0,6%), 6.900 Polen (0,3%), 4.900 Armeniërs (0,2%), 2.600 Azerbeidzjanen (0,1%), 2.500 Tataren (0,1%), 2.400 Georgiërs (0,1%), 1.900 Moldaviërs (0,1%), 1.500 Bulgaren, 1.400 Arabieren, 1.100 Duitsers, 900 Grieken, 700 Oezbeken, 500 Chinezen en de ongeveer 300 etnische Roma.
Zowel het Oekraïens als het Russisch zijn dagelijkse omgangstalen in de stad, vaak door elkaar gemengd (zie: Soerzjyk). In 2001 gaf 72% van de bevolking van Kiev aan Oekraïens als moedertaal te spreken, terwijl dat voor 25% het Russisch was. In de negentiende eeuw was de taalkundige samenstelling veel diverser: in 1897 sprak ongeveer 56% van de bevolking de Russische taal als moedertaal, 23% sprak de Oekraïense taal, 13% sprak Jiddisch, 7% sprak Pools en 1% sprak Wit-Russisch.

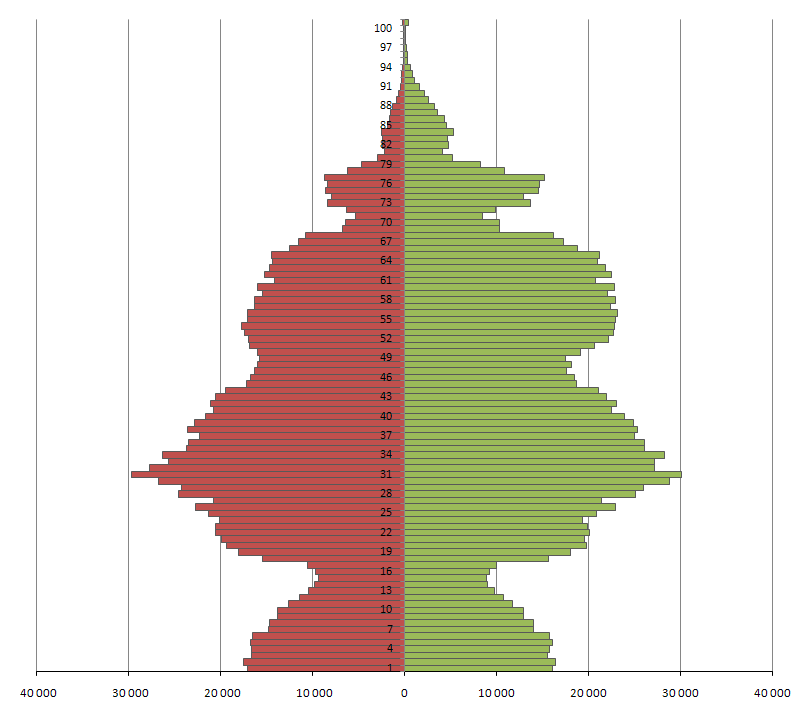
De bevolkingspiramide van Kiev in 2014

De gemiddelde leeftijd in de stad was in 2014 ongeveer 40 jaar: 38 jaar voor mannen en 42 jaar voor vrouwen. In 1990 was de gemiddelde leeftijd nog 34 jaar: 32 jaar voor mannen en 36 jaar voor vrouwen. De demografische situatie van Kiev is – ondanks de intensieve ontgroening en vergrijzing – gunstiger vergeleken met overige Oekraïense steden en de nabijgelegen landelijke gebieden. Het vruchtbaarheidscijfer was met 1,437 kinderen per vrouw in 2020 extreem laag, maar lag toch nog ruim 18% boven het landelijke gemiddelde van 1,217 kinderen per vrouw. De gemiddelde levensverwachting in de stad was het hoogst in Oekraïne en bedroeg in 2020 ongeveer 73,5 jaar: 69,0 jaar voor mannen en 77,6 jaar voor vrouwen.

## Bezienswaardigheden
- Andrijivsky Oezviz
- Babyn Jar
- Brodskysynagoge
- Chresjtsjatyk (hoofdstraat)
- Drie-eenheidskathedraal
- Gouden Poort (Zoloti Vorota)
- Graf van Askold
- Holenklooster
- Holosijiv-bos (park)

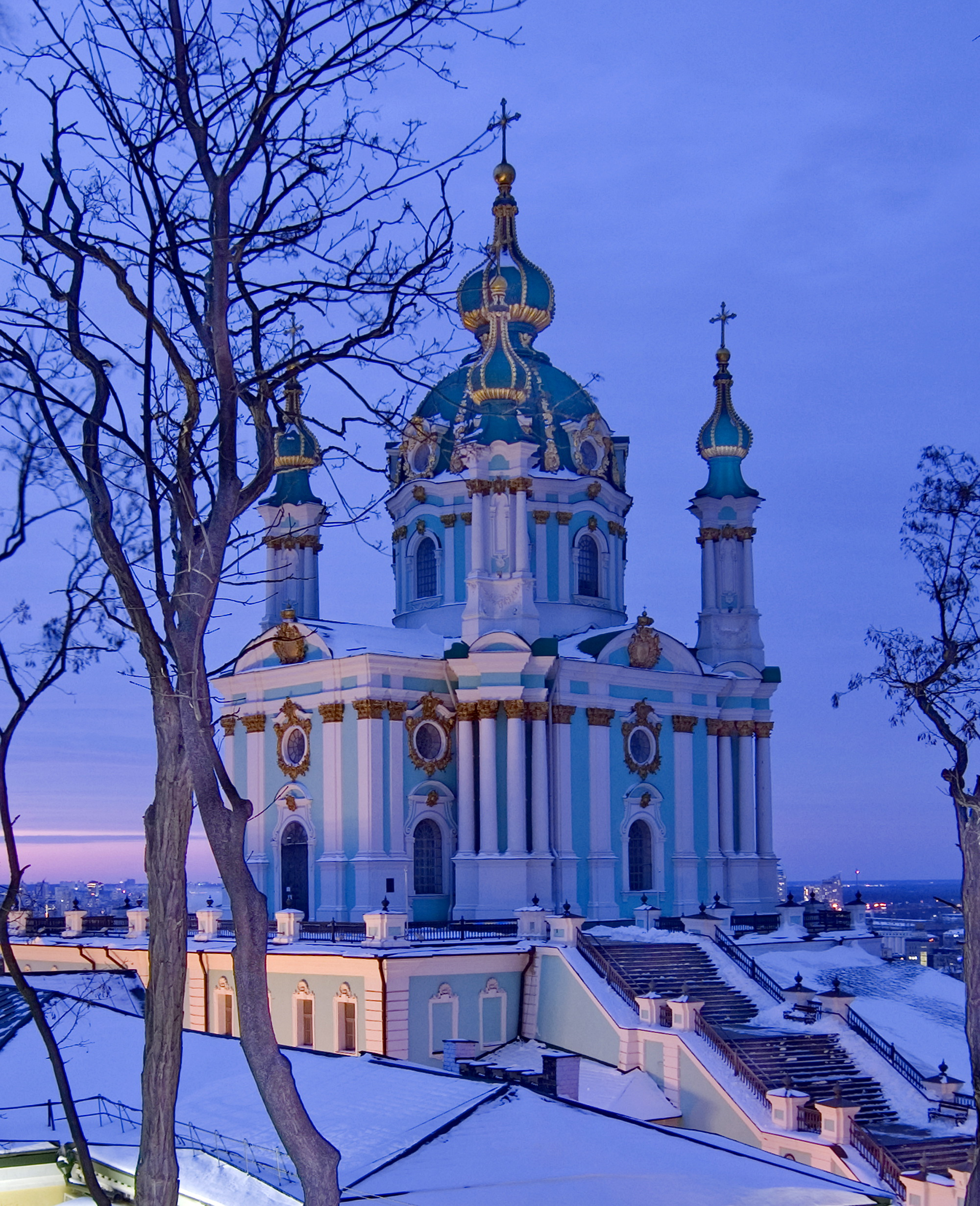
Sint-Andreaskerk

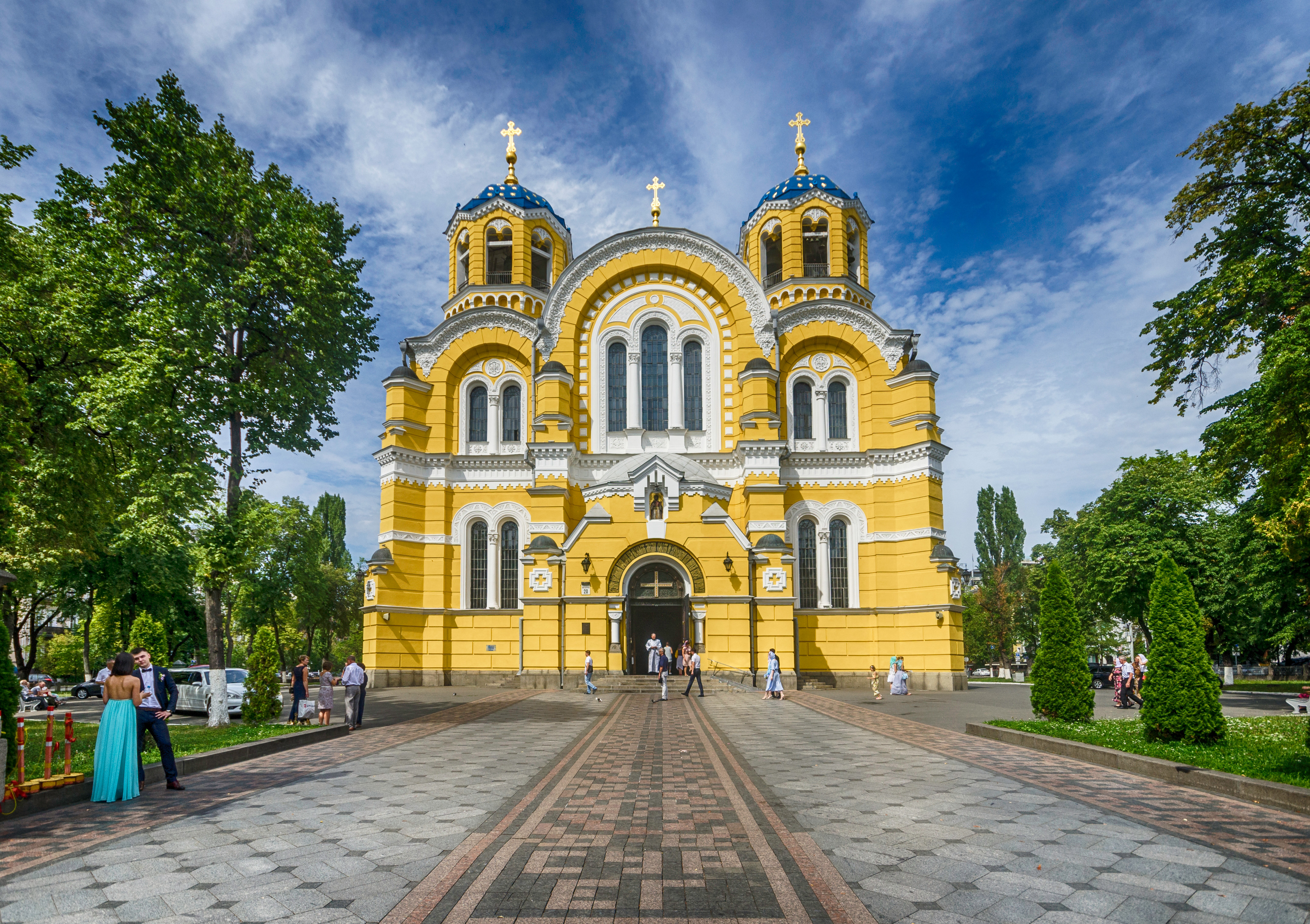
Vladimirkathedraal

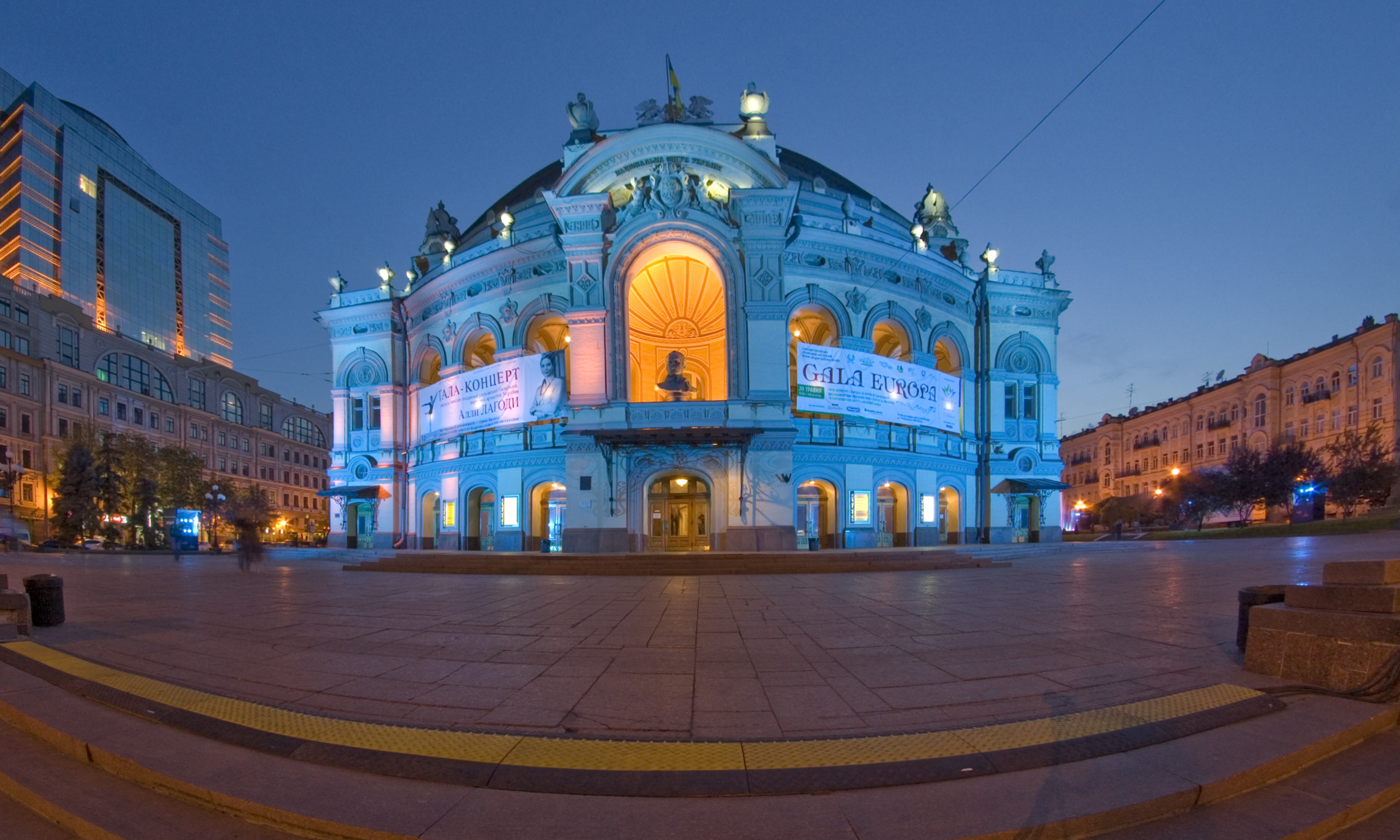
Nationale Opera van Oekraïne

- Majdan Nezalezjnosti ('Plein van de Onafhankelijkheid')
- Mariinskipaleis
- Petsjersk-Lypky
- De wijk Podil
- Sint-Andreaskerk
- Sint-Michielsklooster
- Sint-Sofiakathedraal
- Vladimirkathedraal

## Verkeer en vervoer
- Luchthavens:
  - Luchthaven Kiev Boryspil (internationale luchthaven, ten oosten van Kiev)
  - Luchthaven Kiev Zjoeljany (ten zuidwesten van Kiev)
  - Luchthaven Hostomel (voor vrachtvliegtuigen, ten noordwesten van Kiev)
- Station Kyjiv-Pasazjyrsky
- Metro van Kiev
- Tram van Kiev

## Sport
In Kiev is de bekende voetbalploeg Dynamo Kiev gevestigd. De club is meervoudig kampioen van zowel de Sovjet-Unie als Oekraïne. In het verleden waren Andrij Sjevtsjenko, Oleh Blochin en Ihor Bilanov de grote sterren.
In het stadion NSK Olimpiejsky werd op 1 juli 2012 de finale van het EK voetbal 2012 gespeeld. Op 26 mei 2018 werd er de finale van de UEFA Champions League 2017/18 gespeeld.
- Arsenal Kiev
- FK Obolon-Brovar
- BK Boedivelnik Kiev (tot 2018)
- BK CSKA Kiev (tot 2005)
- BK Kiev (tot 2015)
- Kiev Basket
- ŽBK Dinamo Kiev

## Stedenbanden
- Amsterdam (Nederland)
- Ankara (Turkije), sinds 1990
- Athene (Griekenland), sinds 2006
- Bakoe (Azerbeidzjan)
- Belgrado (Servië), sinds 2003
- Berlijn (Duitsland), sinds 2023
- Boedapest (Hongarije)
- Bratislava (Slowakije), sinds 1969
- Brussel (België), sinds 1997
- Buenos Aires (Argentinië), sinds 1993
- Chicago (Illinois, Verenigde Staten), sinds 1991
- Chisinau (Moldavië), sinds 1993
- Edinburgh (Schotland, Verenigd Koninkrijk)
- Jerevan (Armenië)
- Florence (Italië)
- Helsinki (Finland)
- Hof van Twente (Nederland)
- Kyoto (Japan)
- Krakau (Polen)
- Leipzig (Duitsland), sinds 1962
- München (Duitsland), sinds 1989
- Odense, (Denemarken)
- Peking (China), sinds 1993
- Riga (Letland)
- Rio de Janeiro (Brazilië)
- Tampere, (Finland)
- Tbilisi (Georgië)
- Toronto (Canada)
- Toulouse (Frankrijk), sinds 1975
- Vilnius (Litouwen)
- Warschau (Polen), sinds 1994
- Wenen (Oostenrijk), sinds 1992
- Wuhan (China)

## Foto's

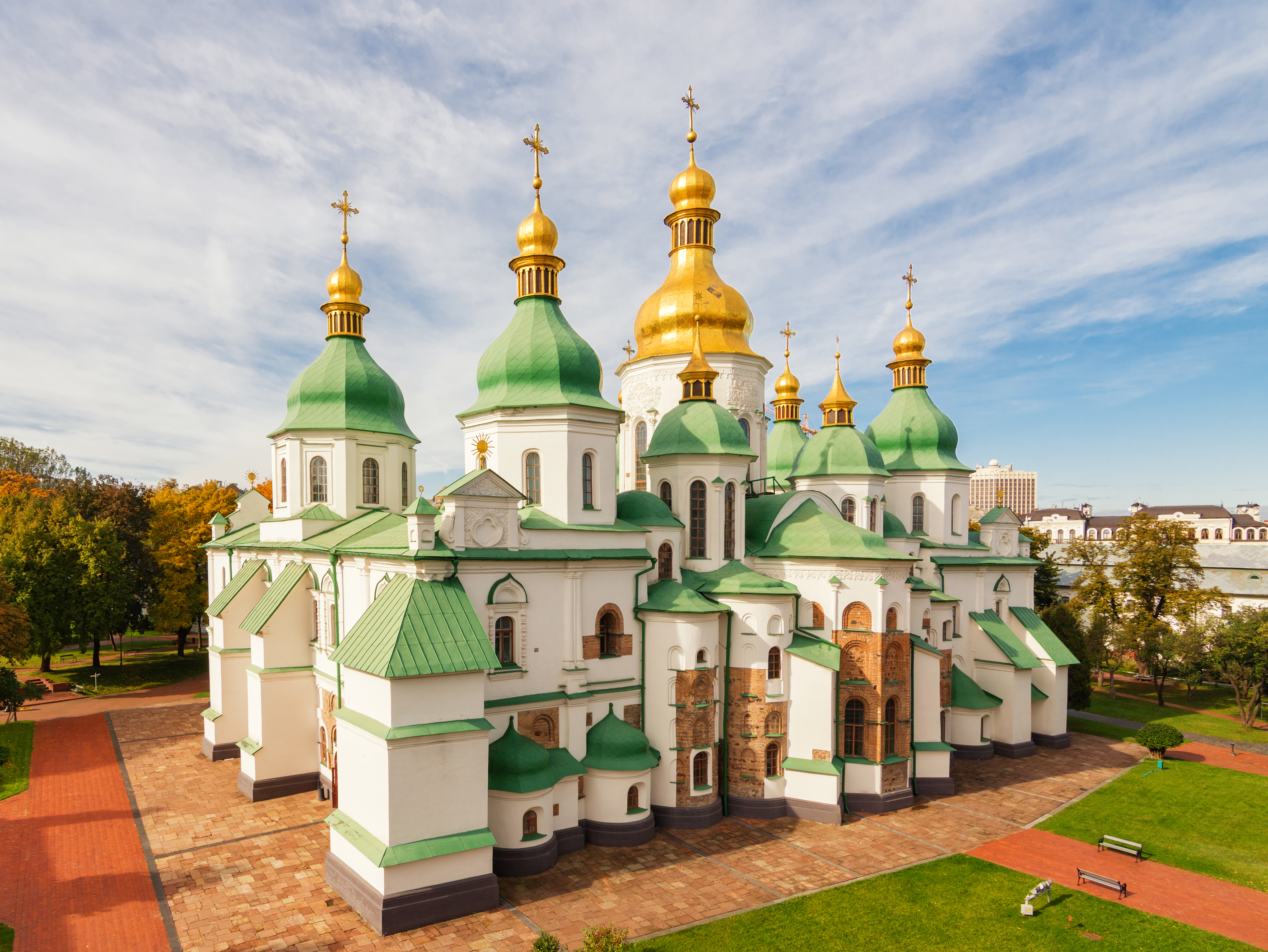
Sint-Sofiakathedraal
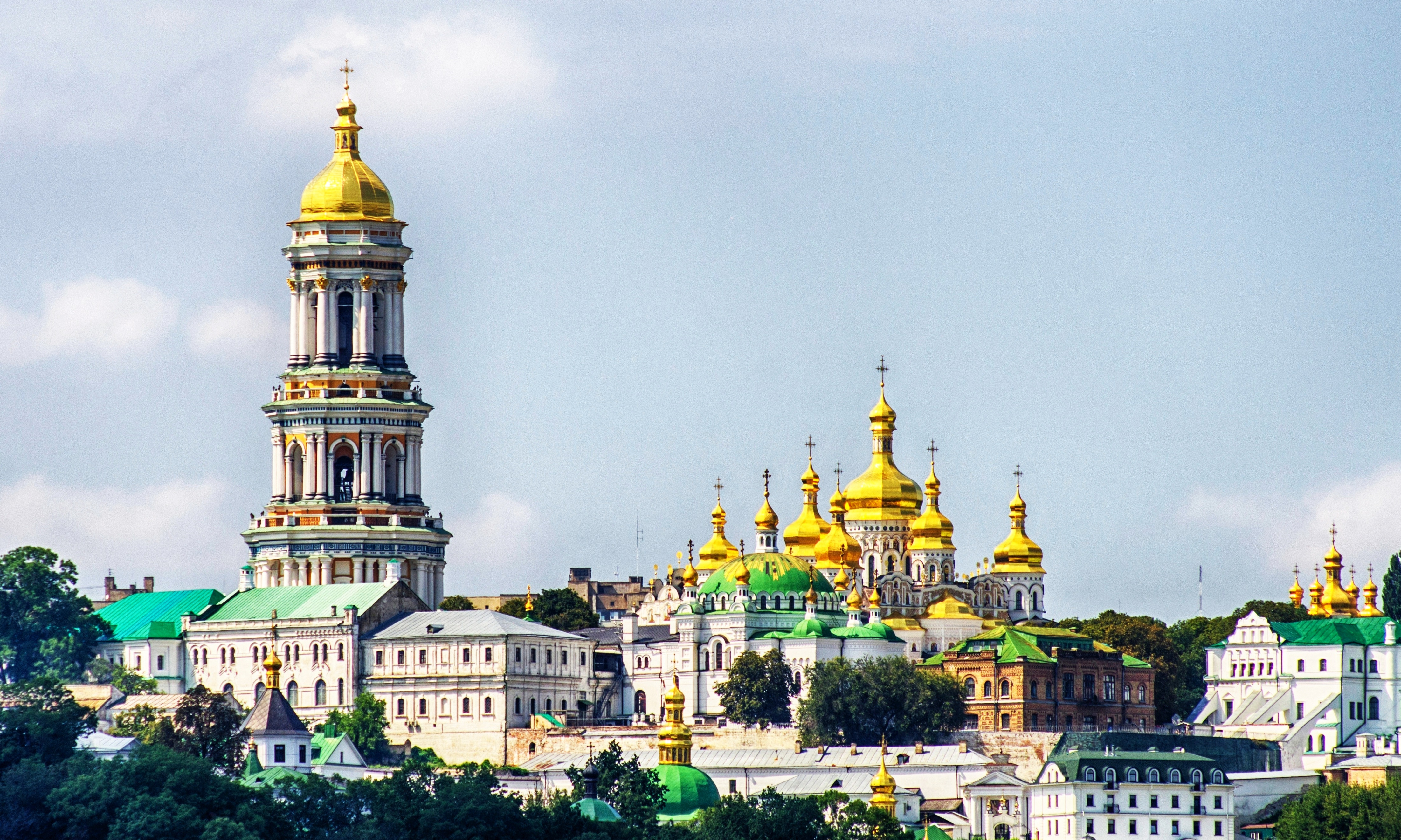
Holenklooster van Kiev
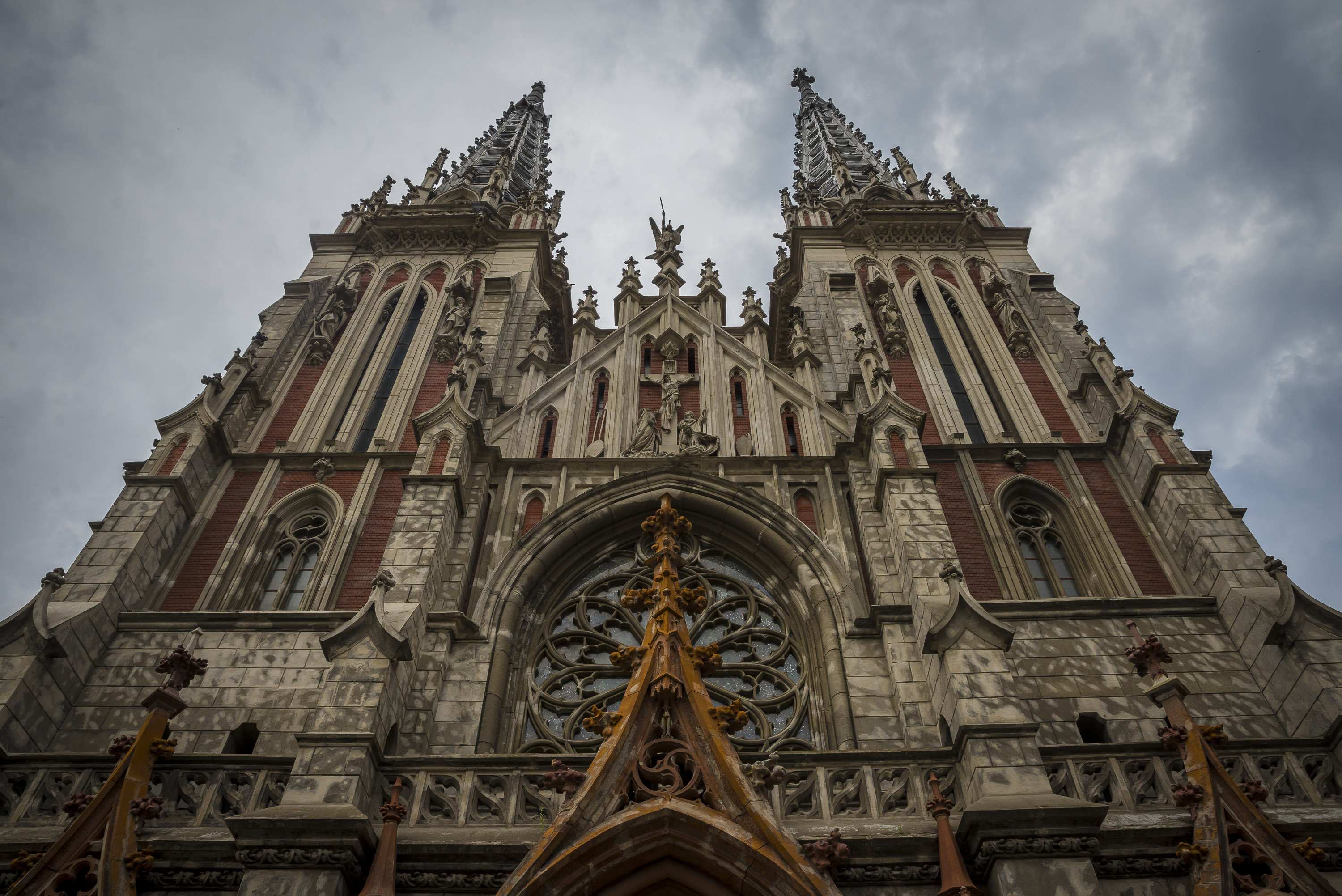
Sint-Nicolaaskathedraal
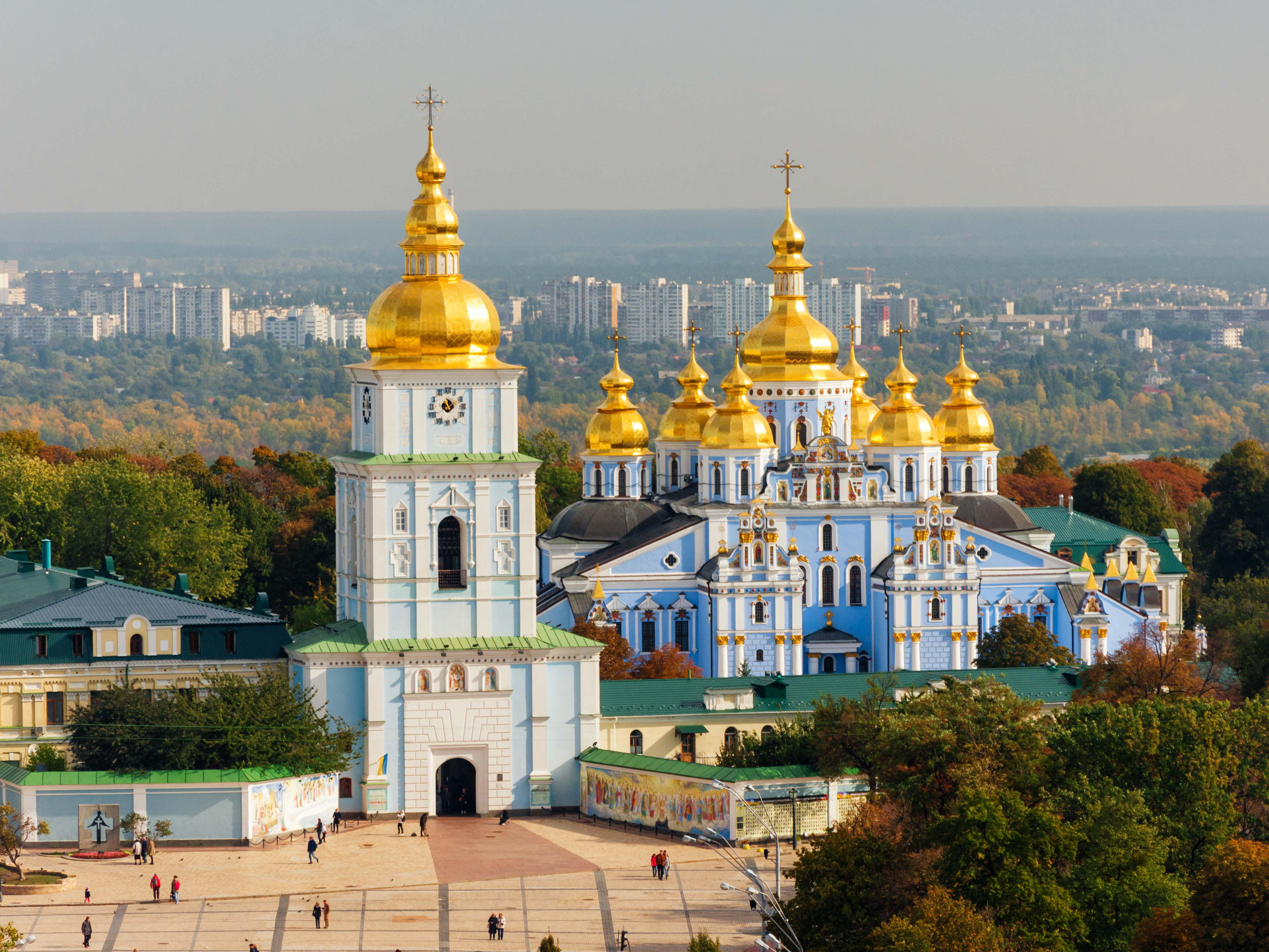
Sint-Michielsklooster
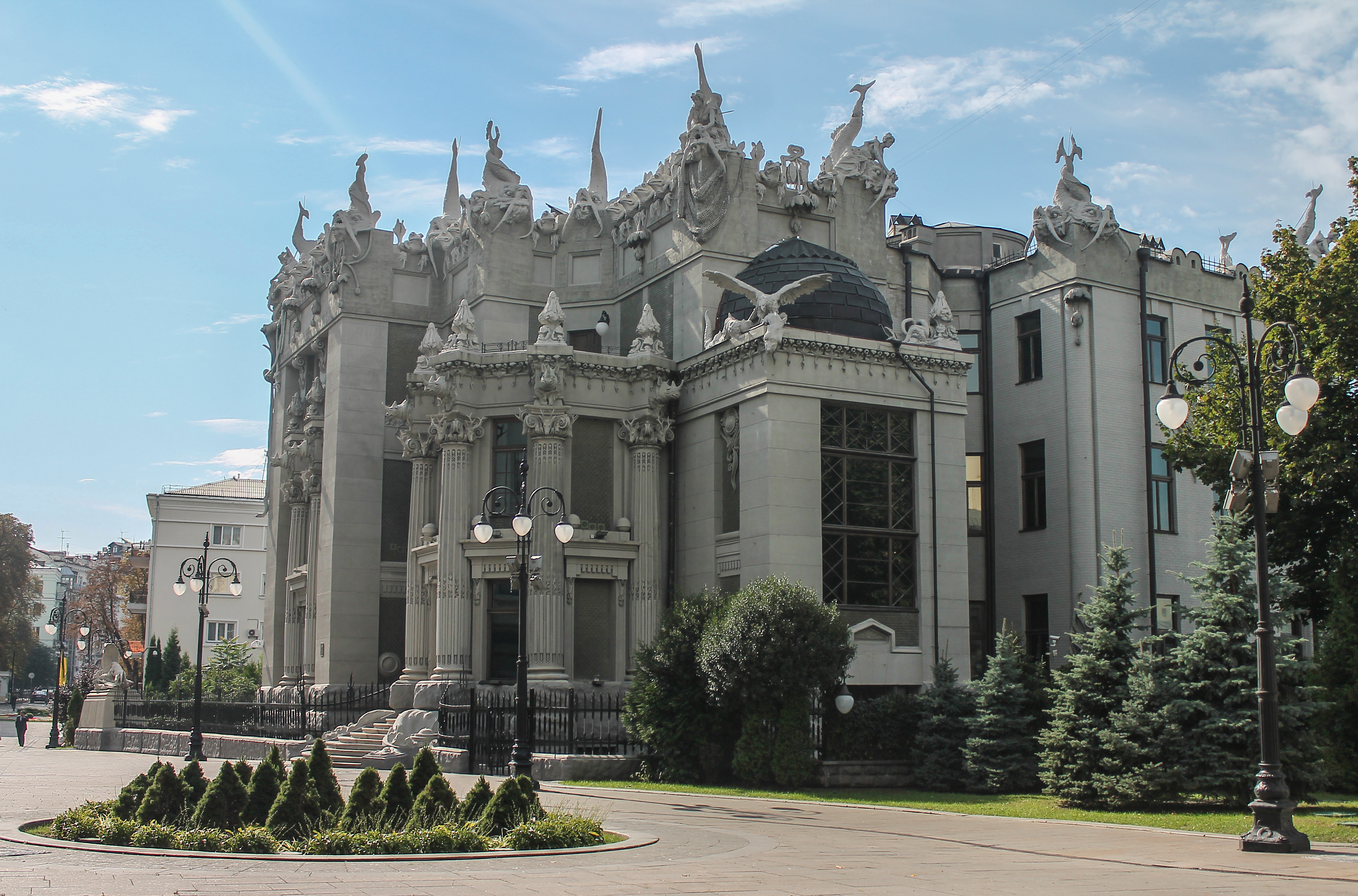
Huis met hersenschimmen
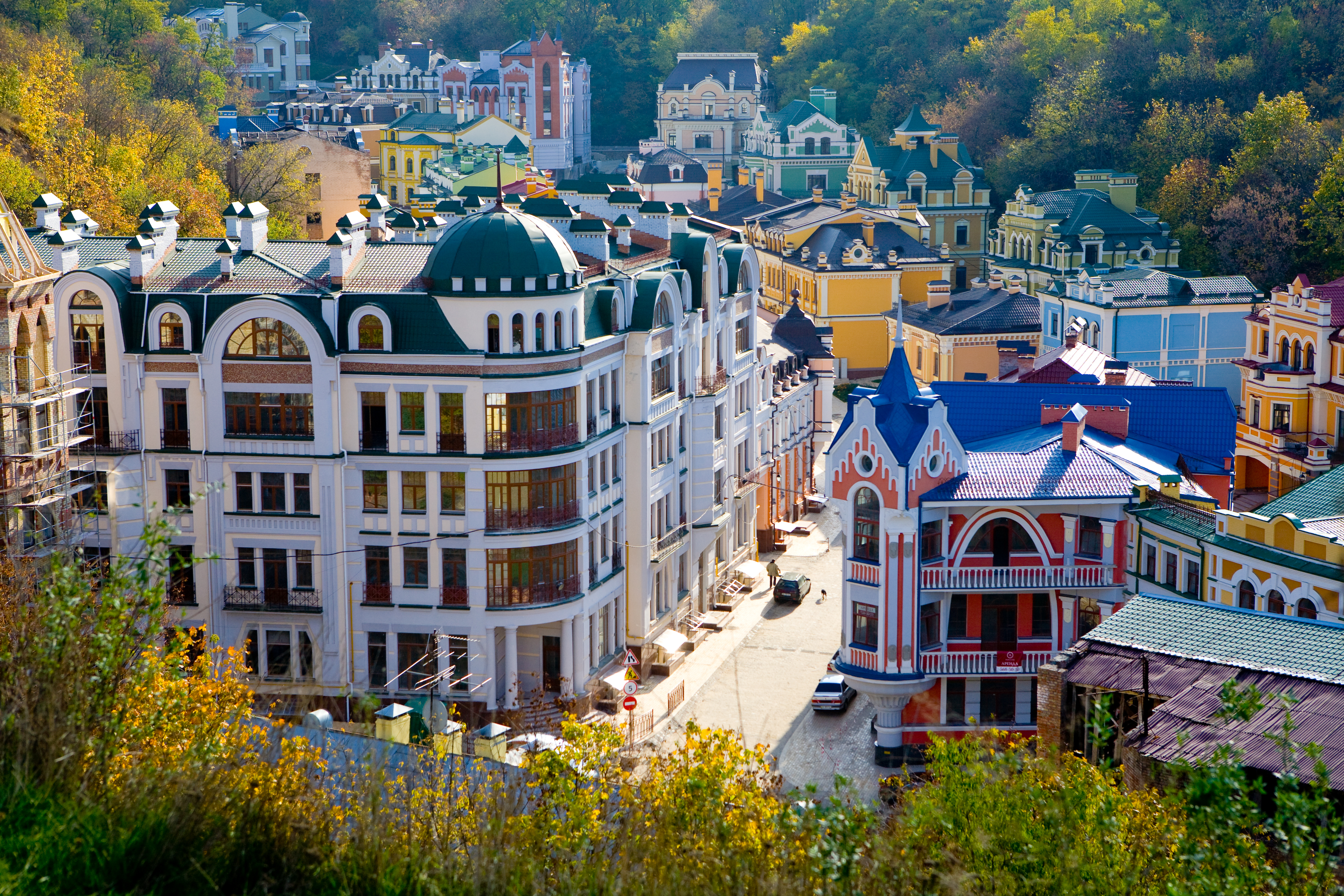
Moderne architectuur van Kiev
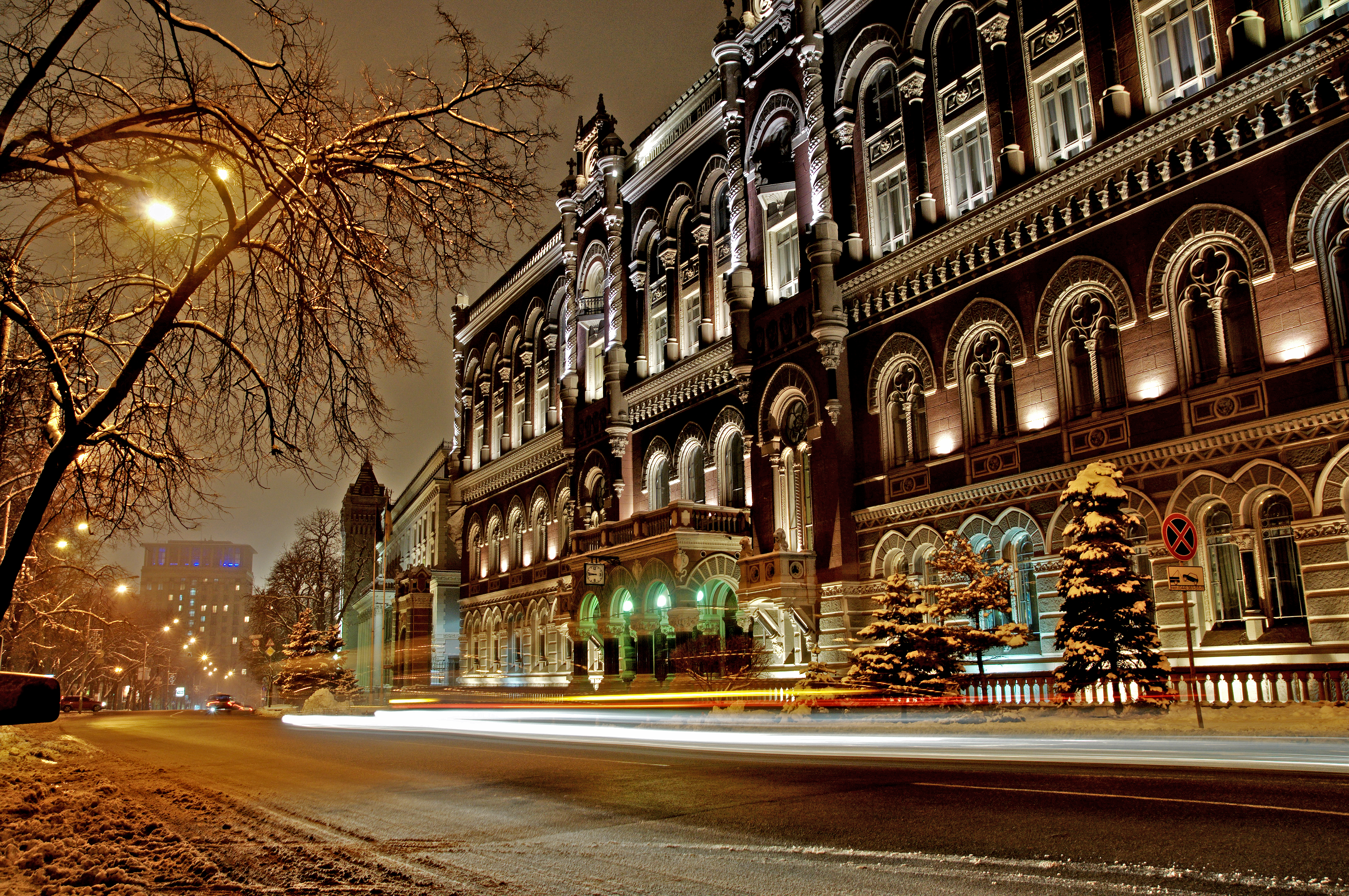
Nationale Bank van Oekraïne
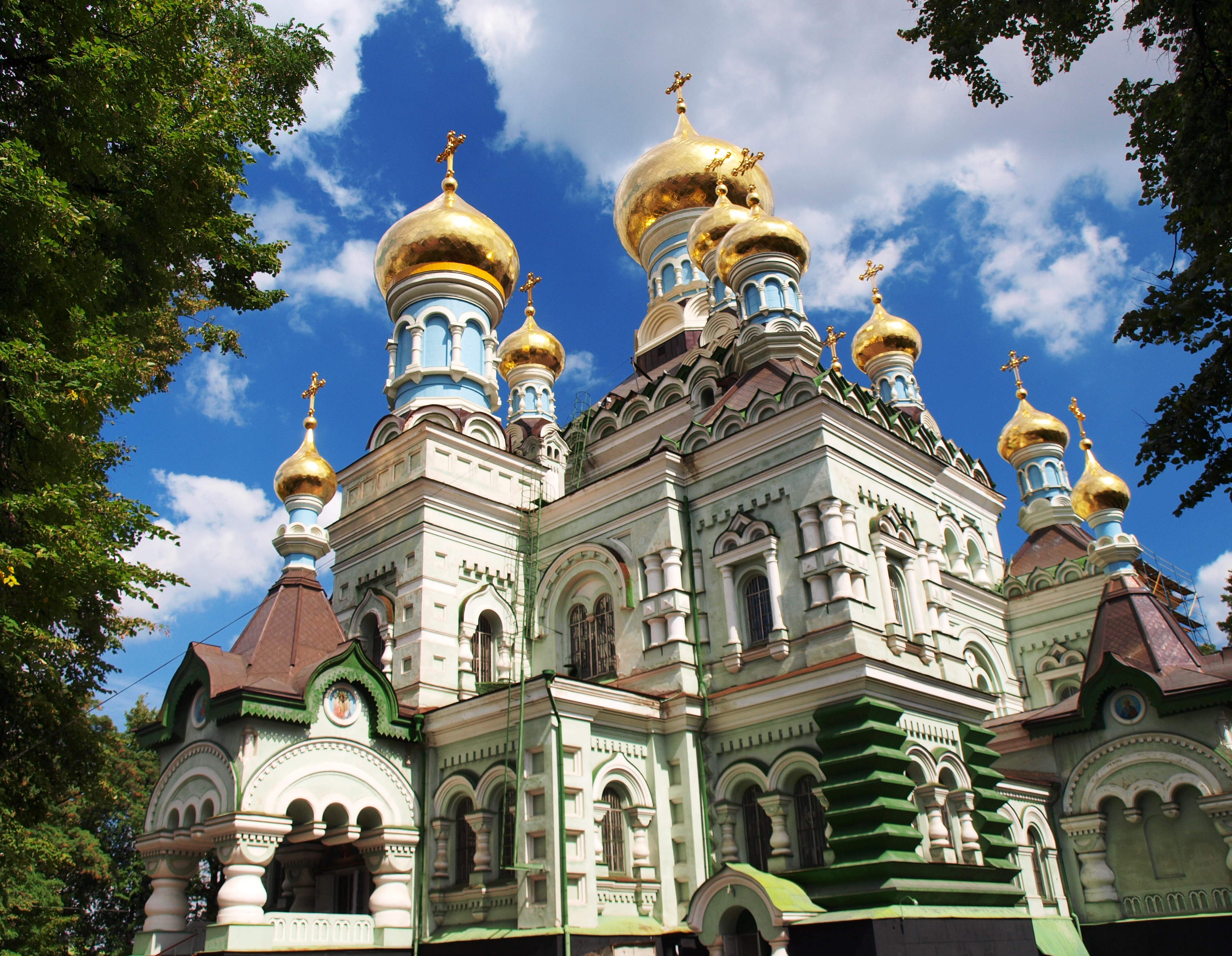
Pokrovsky-klooster
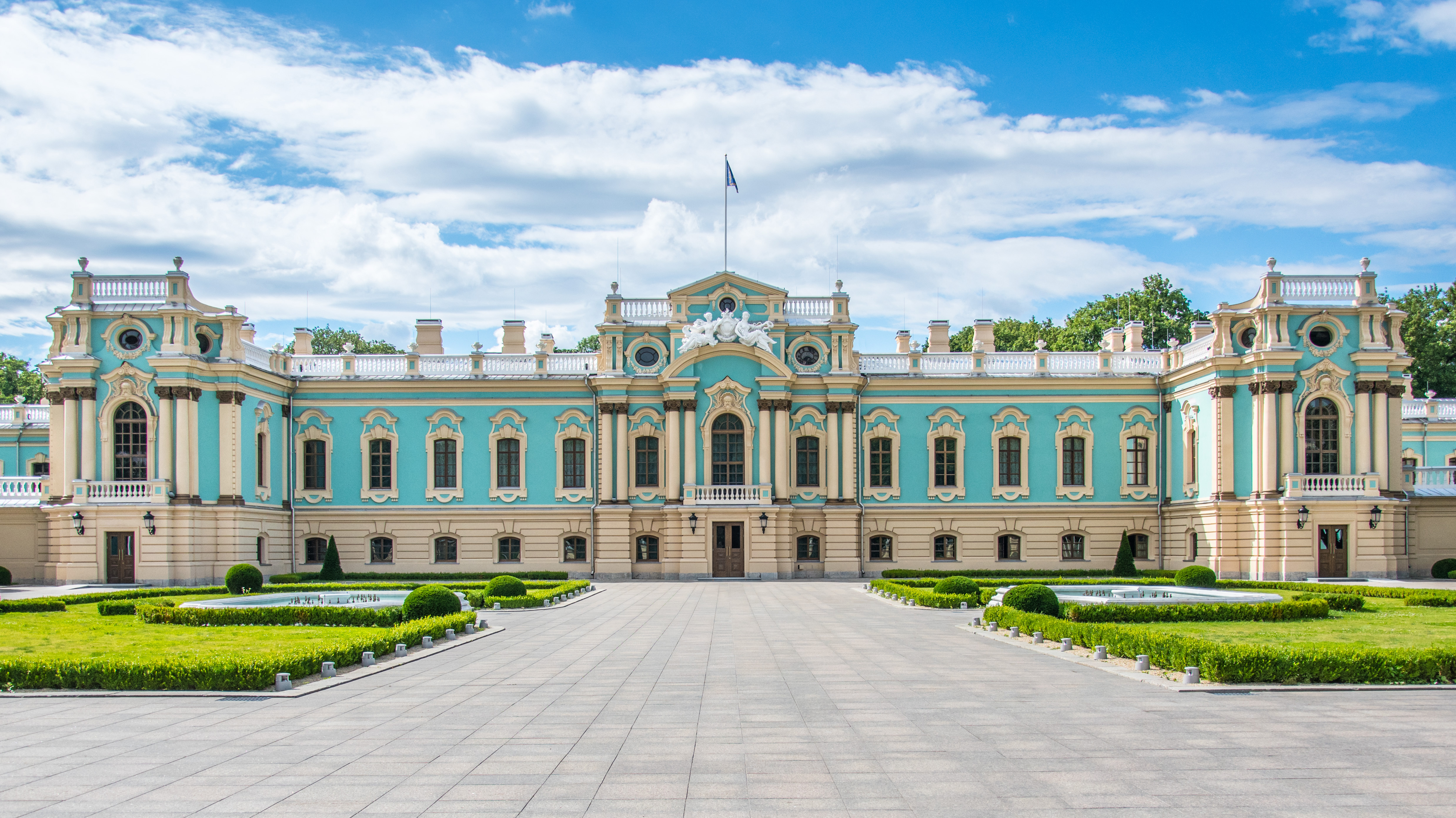
Mariinskipaleis
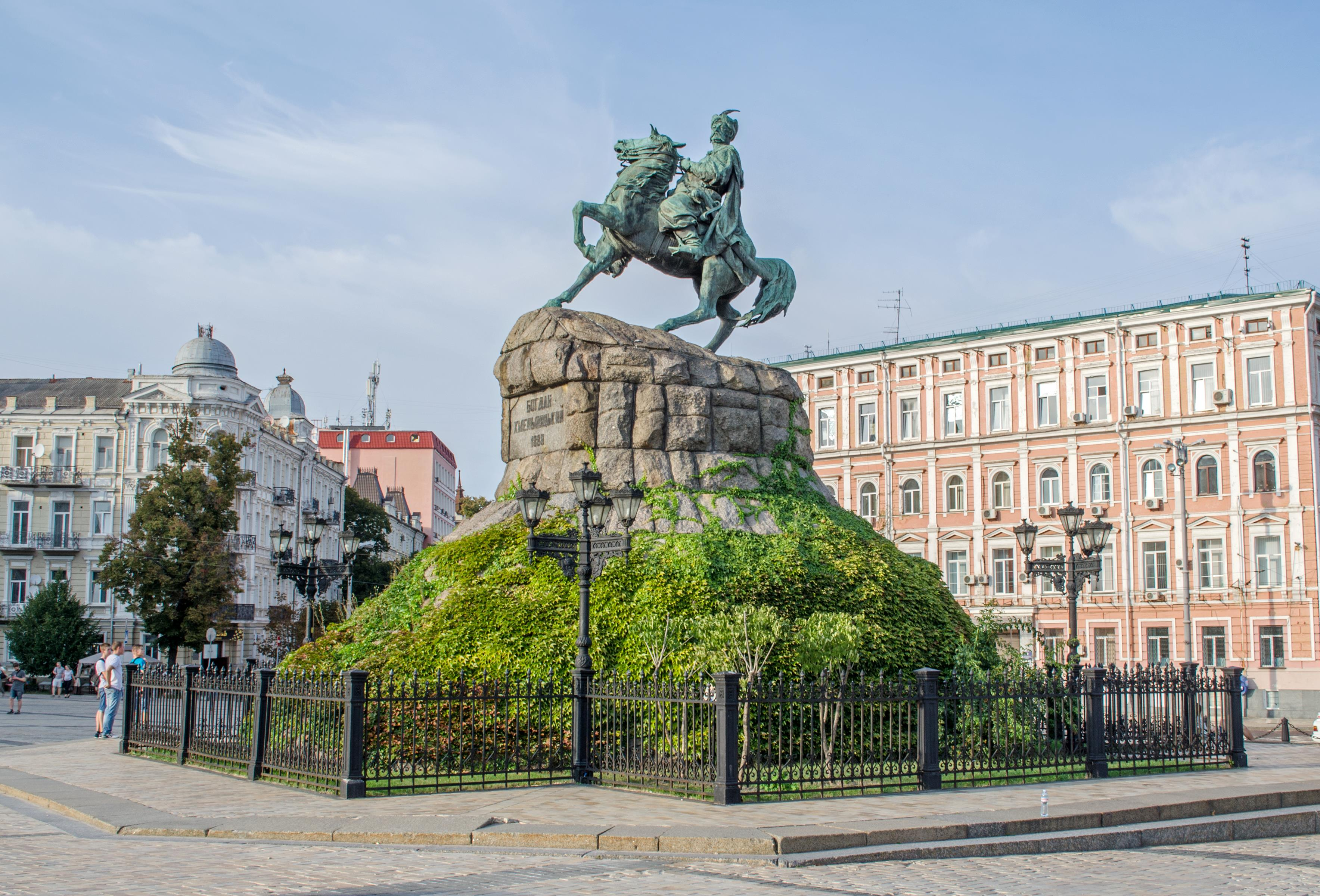
Monument voor Bohdan Chmelnytsky
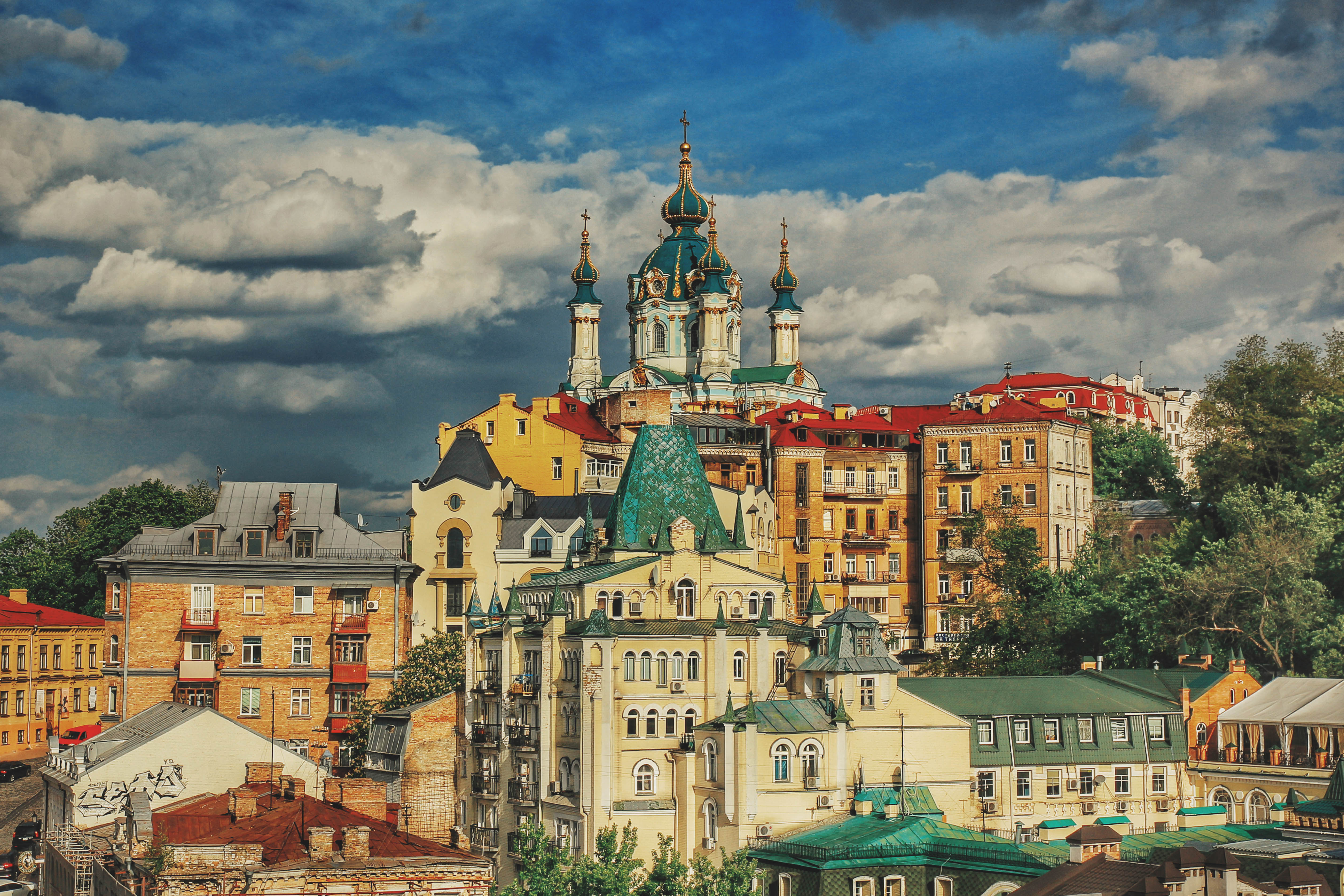
Andriivs'kyi uzviz
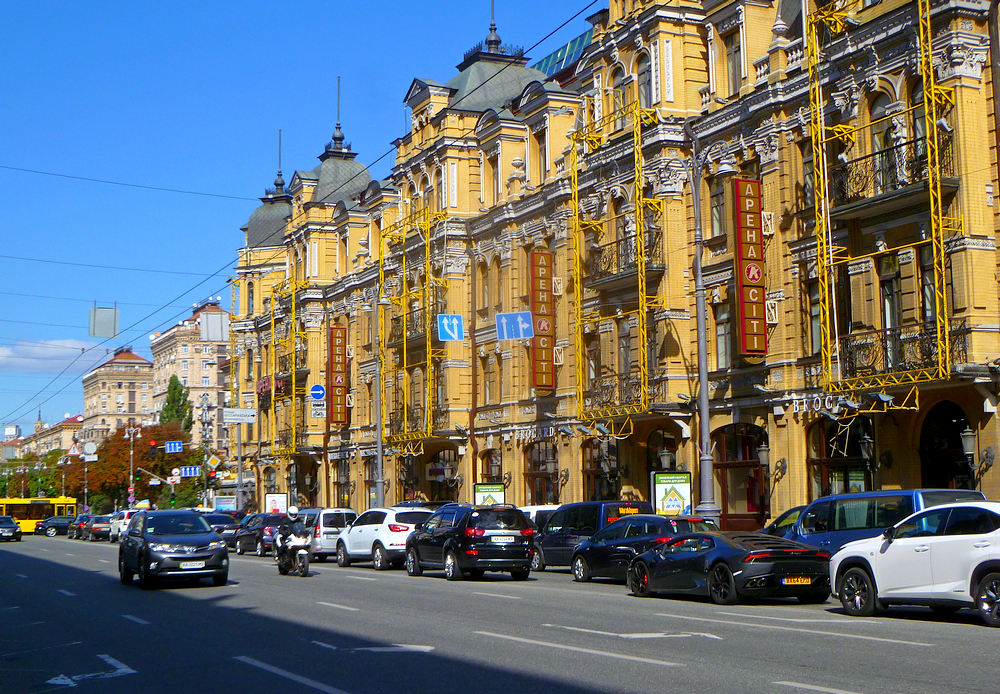
Chresjtsjatyk